# Bryum atrovirens
Bryum atrovirens är en bladmossart som beskrevs av Bridel 1803. Bryum atrovirens ingår i släktet bryummossor, och familjen Bryaceae. Inga underarter finns listade i Catalogue of Life.